# Banning House

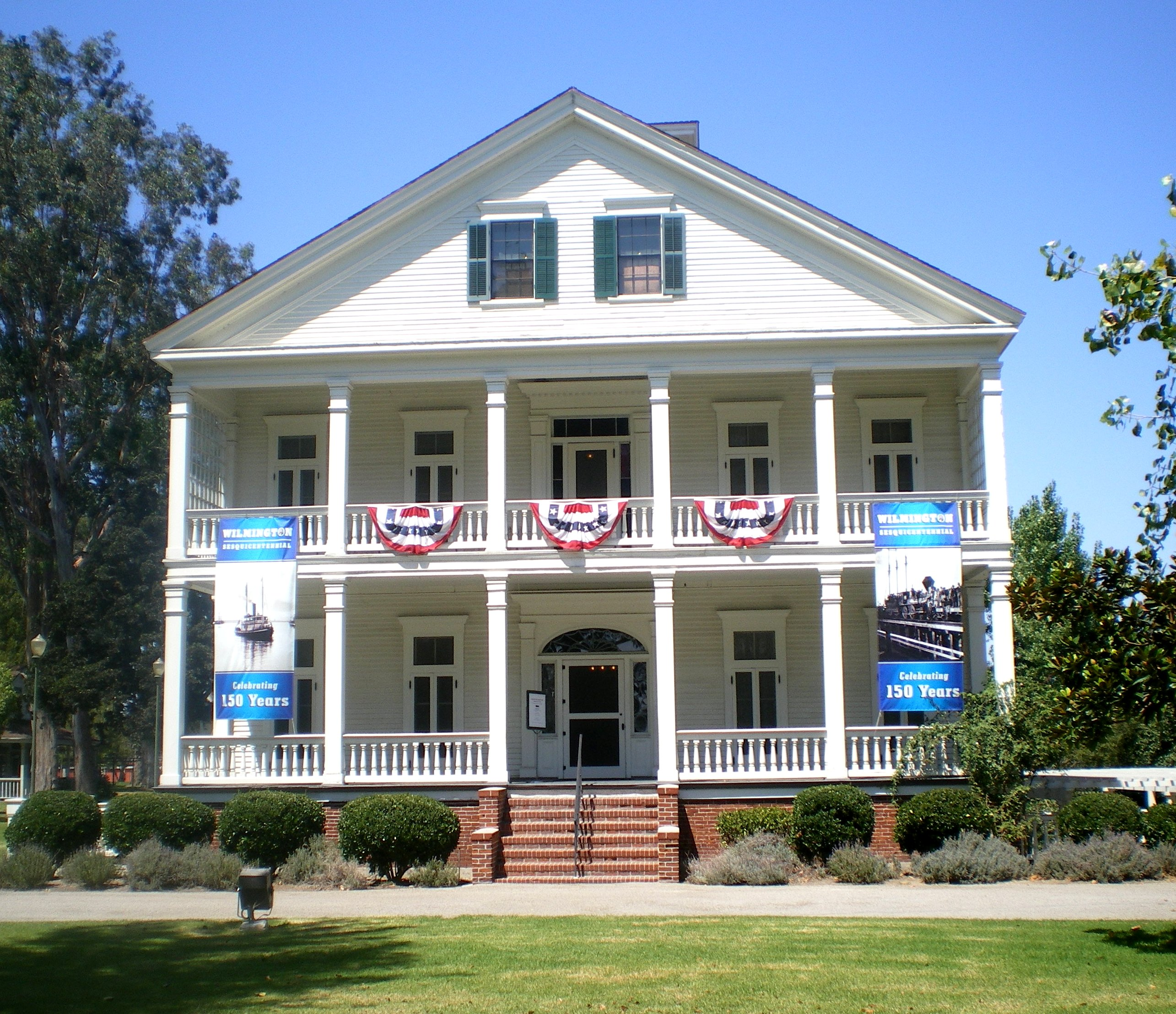
Banning House im August 2008

Das Banning House oder auch General Phineas Banning Residence Museum ist ein historisches Wohnhaus des Greek Revivals im Stadtteil Wilmington in Los Angeles, Kalifornien.  1863 durch Phineas Banning erbaut, blieb es bis 1925 im Besitz der Familie Banning und gehört seit 1927 der Stadt Los Angeles. Das Haus, der Stall und die Gärten werden nun als Museum betrieben. Das Anwesen wurde als historische Landmarke auf städtischer, bundesstaatlicher und nationaler Ebene ausgewiesen.

## Geschichte und Architektur
Das Banning House wurde durch Phineas Banning entworfen, Es hatte ursprünglich 30 Räume, von denen einige später zusammengeführt wurden, sodass das Haus heute 24 Räume besitzt und wurde als eines der besten Beispiele der Greek-Revival-Architektur im Westen bezeichnet. Banning rekrutierte für den Bau Schiffbauer, Schmiede, Zimmerleute und Handwerker von Klippern, die den Hafen von Wilmington anliefen. Banning hat die Schiffskapitäne bei ihrem Aufenthalt in Wilmington gönnerhaft unterhalten und sie ermutigt, im Hafen zu bleiben und Leckstellen in den Schiffen mit Teer von La Brea abzudichten. Banning hat die Warnungen vor undichten Schiffsrümpfen immer wieder wiederholt – bis sein Anwesen nach drei Jahren 1864 fertiggestellt war.
Das Haus bedeutete eine Abkehr vom Baustil der aus Adobe erbauten Haziendas, die bis dahin Südkalifornien dominiert hatten und wurde ein vielbesuchter Ort. Während Bannings Leben wurden hier öfters Partys – Banning nannte diese „festliche Bewirtungen“ – abgehalten, an denen Senatoren, Kongressabgeordnete, Gouverneure, Würdenträger fremder Nationen, Schiffskapitäne, Armeeoffiziere und Wirtschaftsführer teilnahmen. Der Kurator des heutigen Museums stellt in seiner Sammlung der Geschichte des Hauses fest, dass Bannings Wohnsitz wie „kein anderer Wohnsitz in ganz Kalifornien die Pferdekutschenzeit vollständiger repräsentierte als das Banning Manson, wo über Jahrzehnte hinweg Phineas die Elite der gesellschaftlichen, wirtschaftlichen und politischen Welt unterhielt“.
Banning kam 1851 in Los Angeles an und baute ein erfolgreiches Transportunternehmen auf, das Schiffe, Eisenbahnen und Postkutschenverbindungen Wilmington nach Los Angeles, San Bernardino, und Fort Yuma betrieb. Er gründete 1858 Wilmington, das er nach seiner Heimatstadt Wilmington (in Delaware) benannte und ließ 1858 die erste Eisenbahn in Los Angeles, die Los Angeles and San Pedro Railroad, bauen. Banning setzte den Bau eines Wellenbrechers im Hafen von Los Angeles durch und gilt allgemein als dessen geistiger Vater. Banning beobachtete die mit Gütern ankommenden Schiffe oft vom vierten Stock seines Hauses. 1867 und 1869 wurde er in Kalifornien in die Volksvertretung gewählt. Banning lebte über zwanzig Jahre in seinem Haus, bis er 1885 überraschend mit nur 53 Jahren starb, als er bei einem Besuch in San Francisco von einer Kutsche umgefahren und überrollt wurde.

## Museumsbetrieb
Nach dem Tod Phineas Bannings unterhielt das Haus bis 1894 Hancock Banning; es blieb bis 1925 im Familienbesitz. 1927 kaufte die Stadt Los Angeles das Grundstück und das Haus an, um einen Park für die Bewohner Wilmingtons zu schaffen. 1934 schlug der Los Angeles Board of Park Commissioners vor, das Haus zu restaurieren und die Familie Banning stiftete einen Großteil der früheren Möbel und Ausstattung. Durch Filmstudios wie Twentieth-Century Fox, Warner Brothers und Paramount wurden Tapeten gestiftet, deren Aussehen dem der Zeit des Sezessionskrieges entsprach. Nach der Restaurierung wurde das Haus 1936 unter Anwesenheit des Gouverneurs Frank Merriam, dem Senator William Gibbs McAdoo und Bürgermeister Frank L. Shaw formell eingeweiht und 1938 für die Allgemeinheit zugänglich. Beim Eintritt der Vereinigten Staaten in den Zweiten Weltkrieg wurde das Haus 1941 geschlossen und erst 1952 wieder geöffnet.
Das Museum wird als General Phineas Banning Residence Museum betrieben. Neben den Möbeln gehört zu dem Museum eine Fotoausstellung im Keller, die das Leben der Familie Banning und die Geschichte des Hafens und Wilmingtons zeigt. Im ehemaligen Stall befindet sich eine umfassende Ausstellung von Postkutschen des 19. Jahrhunderts. In den Gärten wachsen Eukalyptusbäume, die der Überlieferung die ersten in Kalifornien gepflanzten Bäume dieser Art waren und im späten 19. Jahrhundert gepflanzter Blauregen.

## Denkmalschutz
Der Park mit dem Banning House und dem Stall wurde 1935 zur California Historical Landmark (Nr. 147) erhoben. Nachdem 1962 die Los Angeles Cultural Heritage Commission entstand, wurde das Anwesen als eines der ersten Objekte im Oktober 1963 als Historic-Cultural Monument ausgewiesen (HCM #25). Am 6. Mai 1971 war es das sechste Objekt in Los Angeles, das als Baudenkmal in das National Register of Historic Places eingetragen wurde.